# 長崎シティエフエム
株式会社長崎シティFM（ながさきシティエフエム）は、かつて長崎県長崎市などを放送区域として、FM放送でのコミュニティ放送（コミュニティFM）局を運営していた特定地上基幹放送事業者である。

## 概要
先行する長崎市民エフエム放送の3か月後である2005年12月11日に開局。女神大橋の開通と同じ日であった。当初の本社兼演奏所は長崎市旭町6−1のタワーシティ長崎タワーコート2階で、のちに江戸町の竹馬ビル3階に移転した。
2013年10月末以降公式サイトの更新が行われず、放送区域外から改編等の情報を知ることが困難になった。
2020年5月1日付で更新された総務省九州総合通信局における管内コミュニティ放送のリストから同局が削除され、この時期（遅くとも2020年4月末まで）に事実上閉局したと見られているが、局側の公式発表や、閉局を伝えるマスコミ報道等は一切なされなかった。同局の直近の無線局免許状再交付は2015年11月1日付であるが、2020年11月時点で総務省電波利用ホームページにおいて同局の無線局免許状の存在は確認できず、2020年10月31日付で失効したことが検証できる。

2021年9月15日付で長崎地裁より破産手続の開始決定を受ける（令和3年（フ）第201号）。

### 受信エリア
長崎市中心部は、周囲を山で囲まれたすり鉢状の地形であるが、同局の送信所は「すり鉢」の途中に当たる市内の風頭山（標高151メートル）山頂近くのホテルに設置された。送信所が周囲の「すり鉢」の端にあたる標高300メートル以上の山々（稲佐山、峰火山、金比羅山など）に比べて標高が低く、開局当初に公式発表された同局の受信エリアは長崎市の中心部49,947世帯に限られていた。同局公式サイトでは長崎市と隣接する西彼杵郡長与町・同郡時津町の一部地域を放送区域と発表していた。「すり鉢」の外にある長崎市東長崎地区、三和地区、野母崎地区、三重地区などでの受信は困難であった。

## 編成・主な番組
2013年時点では24時間放送で、ほぼすべての時間帯において自社制作番組を放送。
- らじお食堂813（月 - 木 12:00 - 14:00）[10]
- ウィーパラ813（金 14:00 - 16:00）
- アキトのとっておき時間（木 15:00 - 16:00）[10]